# Cenotaaf van Monulfus en Gondulfus
De cenotaaf van Monulfus en Gondulfus, ook wel arca petrina ("stenen ark"), is een romaanse cenotaaf in de Sint-Servaasbasiliek in de Nederlandse stad Maastricht. De zandstenen kist met zadeldak werd in de tweede helft van de elfde eeuw door proost Humbertus opgericht boven het vermeende graf van de heilige bisschoppen Monulfus en Gondulfus. Het monument bevindt zich tegenwoordig in het lapidarium van de kerk in de oostcrypte. De cenotaaf behoort qua functie tot de extremere voorbeelden van middeleeuwse heiligenverering en is, voor zover bekend, qua vormgeving uniek in zijn tijd.

## Geschiedenis
De herkomst van de stenen ark was tot 1988 onduidelijk, maar werd traditioneel in verband gebracht met de heilige bisschoppen van Maastricht, Monulfus en Gondulfus. Die traditie dateert op zijn laatst uit de vijftiende eeuw, toen de namen van de twee kerkstichters in het deksel werden aangebracht.
Op 8 juni 1988 werd bij archeologische opgravingen in de Sint-Servaasbasiliek in Maastricht het graf gevonden van de elfde-eeuwse proost Humbertus. In het graf werd een loden grafkruis aangetroffen (thans in de schatkamer van de Sint-Servaasbasiliek) met een opsomming van Humbertus' werkzaamheden in de Sint-Servaaskerk. Daarbij wordt melding gemaakt van de "oprichting van een stenen ark (arca petrina) voor de heilige Monulfus en Gondulfus, alsook hun graf in het midden van de kerk (in medio te[m]pli)". De achitectuurhistoricus Aart Mekking meende in 1986 (en 1988) dat de ark op stijlkenmerken niet elfde-eeuws kon zijn. Anderen, waaronder Titus Panhuysen en Elizabeth den Hartog, meenden te kunnen aantonen dat de arca petrina van Humbertus de cenotaaf van Monulfus en Gondulfus is. De cenotaaf stond ruim vijf eeuwen lang opgesteld boven het vermeende graf van de heiligen, in de as van de kerk, een plaats die aan kerkstichters en grote weldoeners was voorbehouden. Panhuijsen toonde in 1991 aan dat dit graf niet ouder is dan de late negende of tiende eeuw, en dus niet het oorspronkelijke graf kan zijn.
Op 12 augustus 1039 vond in aanwezigheid van koning Hendrik III en twaalf bisschoppen de inwijding plaats van de door proost Geldulfus voltooide romaanse kerk. Bij die gelegenheid vond de elevatio plaats van Monulfus en Gondulfus: het graf van de bisschoppen werd geopend en de relieken werden in een laat-Romeinse sarcofaag op een altaar in de crypte geplaatst. Deze zandstenen sarcofaag is bewaard gebleven en bevindt zich in de grote of vieringscrypte. De sarcofaag bevatte tevens relieken van Valentinus van Tongeren en Candidus van Maastricht, de vermeende voorganger en opvolger van Sint-Servaas in het bisdom Tongeren-Maastricht. De stenen kist zou ook relieken van de patroonheilige van de kerk bevat hebben. Waarschijnlijk in 1623 is de kist op primitieve wijze beschilderd met afbeeldingen van vier bisschoppen, waarbij Sint-Servaas ontbreekt. In 1797, het jaar van de opheffing van het kapittel door de Fransen, slaagden enkele kanunniken erin de relieken uit de sarcofaag in veiligheid te brengen. Deze bevinden zich thans in een neoromaans reliekschrijn in de schatkamer.
Later in de elfde eeuw werd het lege graf van Monulfus en Gondulfus, volgens de mededeling op het grafkruis van Humbertus, gemarkeerd met de cenotaaf. De stenen kist, van onderen open, stond boven op het open graf van de heiligen. Door de handen door de ruitvormige openingen te steken, was het mogelijk om contact te maken met de gewijde aarde waarin de heiligen begraven waren geweest. In de onmiddellijke nabijheid bevond zich een altaar, dat aan de kerkstichters was gewijd. Dit altaar werd in 1284 voor het eerst genoemd.
In de loop van de elfde en twaalfde eeuw werden de relieken van de eerste bisschoppen van Tongeren-Maastricht vanuit de romeinse sarcofaag overgeplaatst naar kostbare reliekhouders van verguld koper of zilver. De relieken van Sint-Servaas (en die van Martinus van Tongeren) bevinden zich sinds de late twaalfde eeuw in de zogenaamde Noodkist, die sinds 2020 in het noordertransept van de kerk staat opgesteld; voordien in de schatkamer. De relieken van enkele andere heilige bisschoppen werden in vier bij de Noodkist passende reliekhouders ('pendanten') geplaatst, tot ze in 1846 – zonder relieken – verkocht werden aan een handelaar. Deze pendanten behoren thans tot de vaste collectie van de Koninklijke Musea voor Kunst en Geschiedenis in Brussel. Het kostbare ensemble van Noodkist en pendanten stond opgesteld op een speciaal daarvoor ontworpen altaar op het priesterkoor. Samen met het Sint-Servaasaltaar (boven het graf van de heilige), het Monulfus-en-Gondulfusaltaar en de cenotaaf, en het Westwerkaltaar, alle in één lijn opgesteld in medio ecclesiae, werd op die manier een route door de kerk gecreëerd, die op bezoekers grote indruk moet hebben gemaakt, volgens Mekking "een van de meest indrukwekkende architectonische en liturgische disposities die de architectuur in het Heilige Romeinse Rijk in de Middeleeuwen heeft voortgebracht".
In de vijftiende eeuw werd een Latijnse tekst in het deksel van de cenotaaf gebeiteld. Een mogelijk incorrecte Nederlandse vertaling daarvan werd in diezelfde periode precies boven de cenotaaf op het gewelf aangebracht. In de zestiende eeuw daalde het aantal pelgrims dat de kerk bezocht door de godsdienstoorlogen dramatisch. In 1622 werd het altaar van Monulfus en Gondulfus opgeheven en de vijf daaraan verbonden fundaties overgebracht naar het Sint-Petrusaltaar in de crypte. Op dit altaar stond waarschijnlijk de laat-Romeinse sarcofaag. De cenotaaf van Monulfus en Gondulfus werd enkele jaren later ter plekke begraven in wat men waarschijnlijk aanzag als het oorspronkelijke graf. In de kerkvloer werd een bronzen plaat aangebracht met de Latijnse tekst op het deksel.
Op 1 september 1890, tijdens de grote kerkrestauratie, werd het vermeende graf met de cenotaaf op dezelfde plek door de archivarissen Flament en Doppler teruggevonden. De cenotaaf kreeg een plaats achteraan in de apsis, achter het nieuwe, neoromaanse hoogaltaar met baldakijn. De cenotaaf vormde daar een ensemble met de Noodkist en de Brusselse reliekhouders, zoals bedacht door Pierre Cuypers en geïnspireerd door de middeleeuwse situatie in sommige bedevaartskerken, waarbij men onder het reliekschrijn door kon lopen. Deze opstelling bleef zo'n 35 jaar gehandhaafd (ca. 1895-1930), waarna de Noodkist verhuisde naar het zuidelijk Vrijthofportaal, dat als kapel werd ingericht. De cenotaaf bleef enigszins verweesd en verscholen in de apsis achter.
Eind twintigste eeuw was de kerk opnieuw toe aan herstel en bij de restauratie van 1981-1993 werd een groot deel van de Cuypers-uitmonstering ongedaan gemaakt. De cenotaaf verhuisde bij die gelegenheid naar de oostcrypte, waar ze vanaf 1992 het middelpunt vormt van de verzameling archeologische opgravingen en architectuurfragmenten in het lapidarium. Dit gedeelte van de kerk is alleen met een gids te bezichtigen. Tijdens de restauratie vond archeologisch onderzoek plaats onder leiding van stadsarcheoloog Titus Panhuysen. Ook het vermeende graf van Monulfus en Gondulfus in medio ecclesiae werd onderzocht, waarbij werd vastgesteld dat dit graf niet uit de zesde eeuw dateerde en dus niet het oorspronkelijk graf van Monulfus en Gondulfus kon zijn.

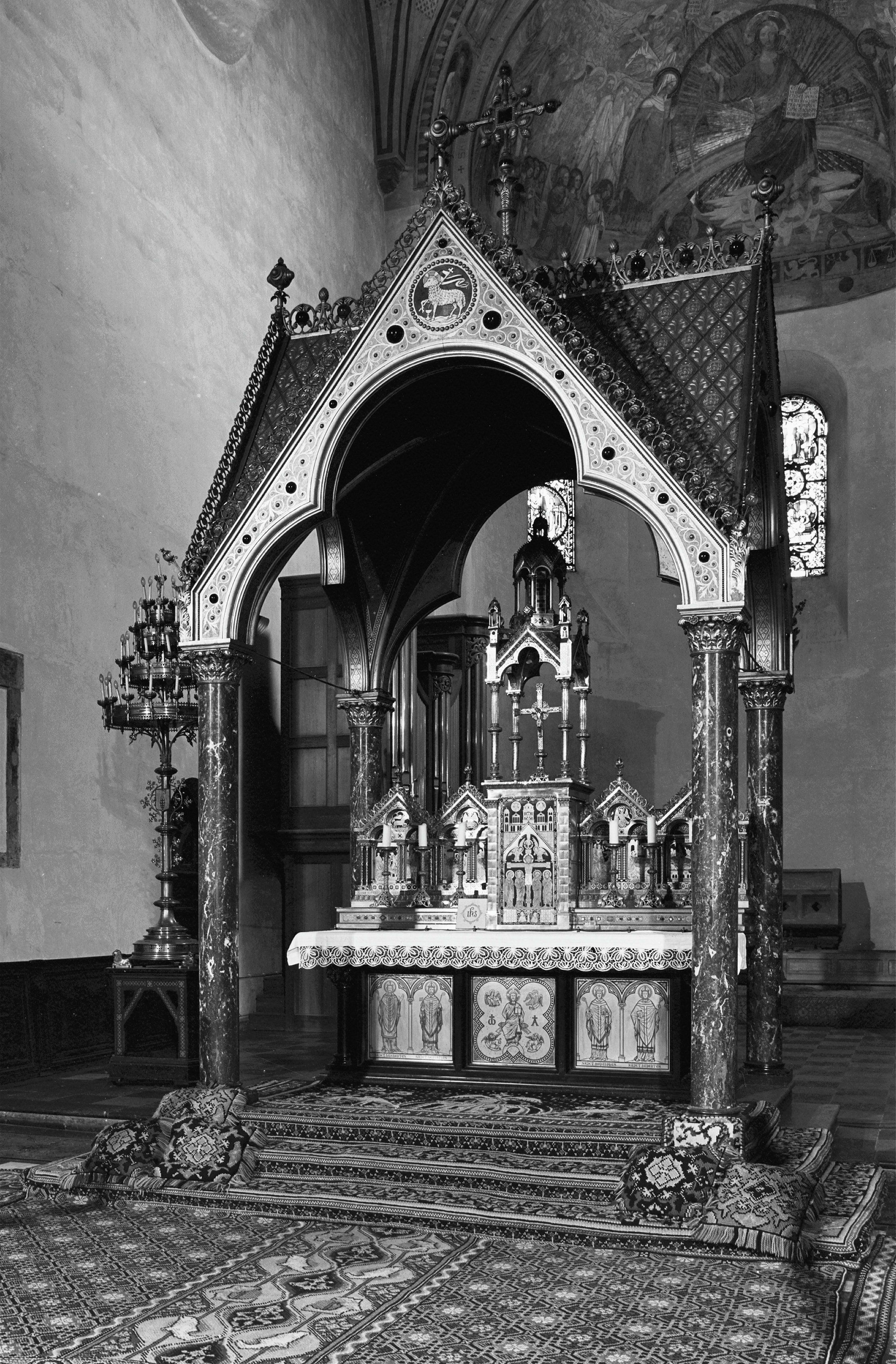
De cenotaaf achter het neoromaanse hoogaltaar (situatie 1930-1985)
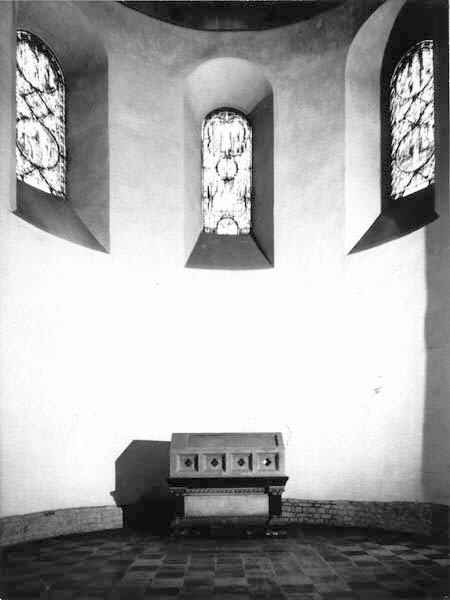
De cenotaaf in de apsis (1976)
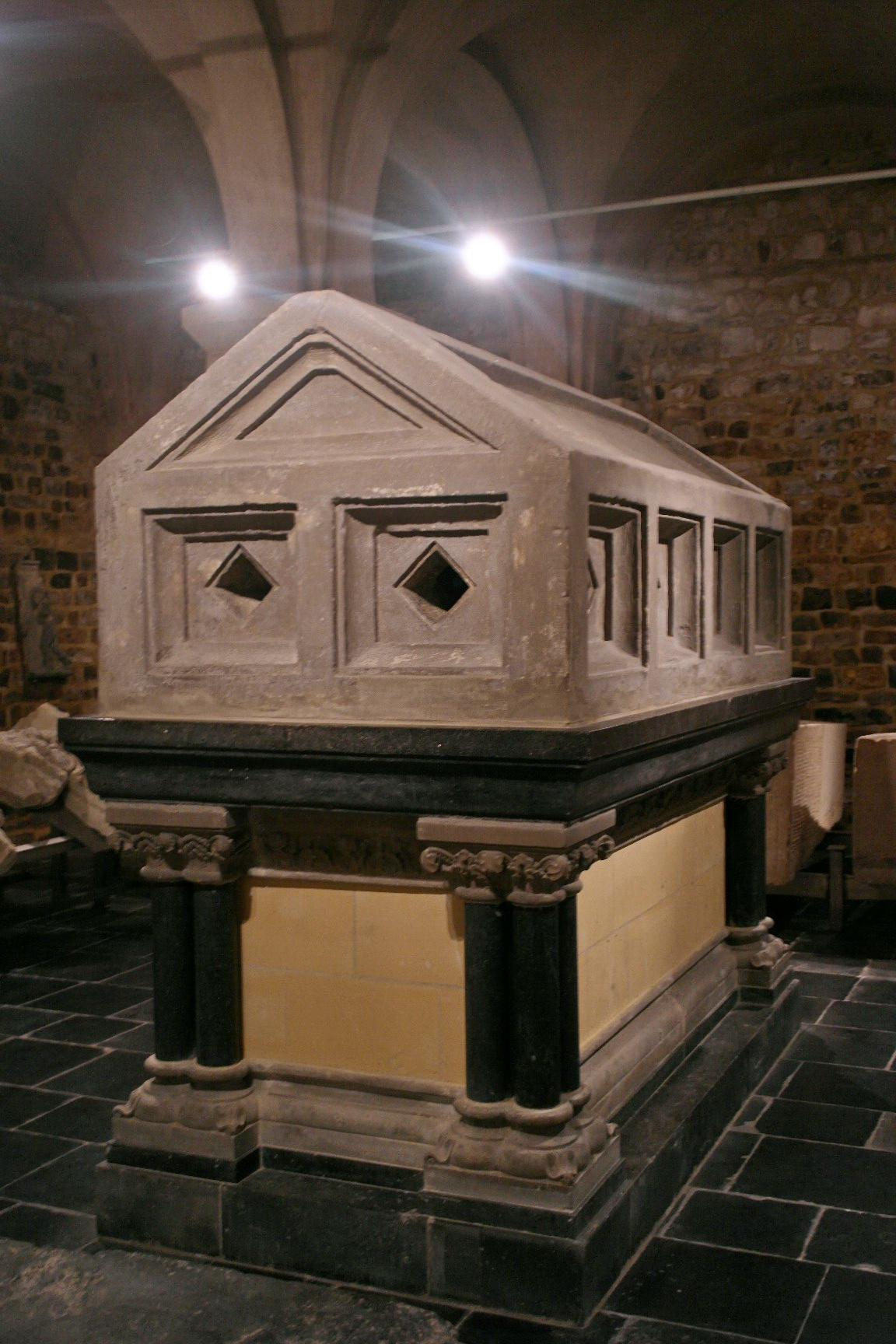
De cenotaaf in de oostcrypte (vanaf 1992)
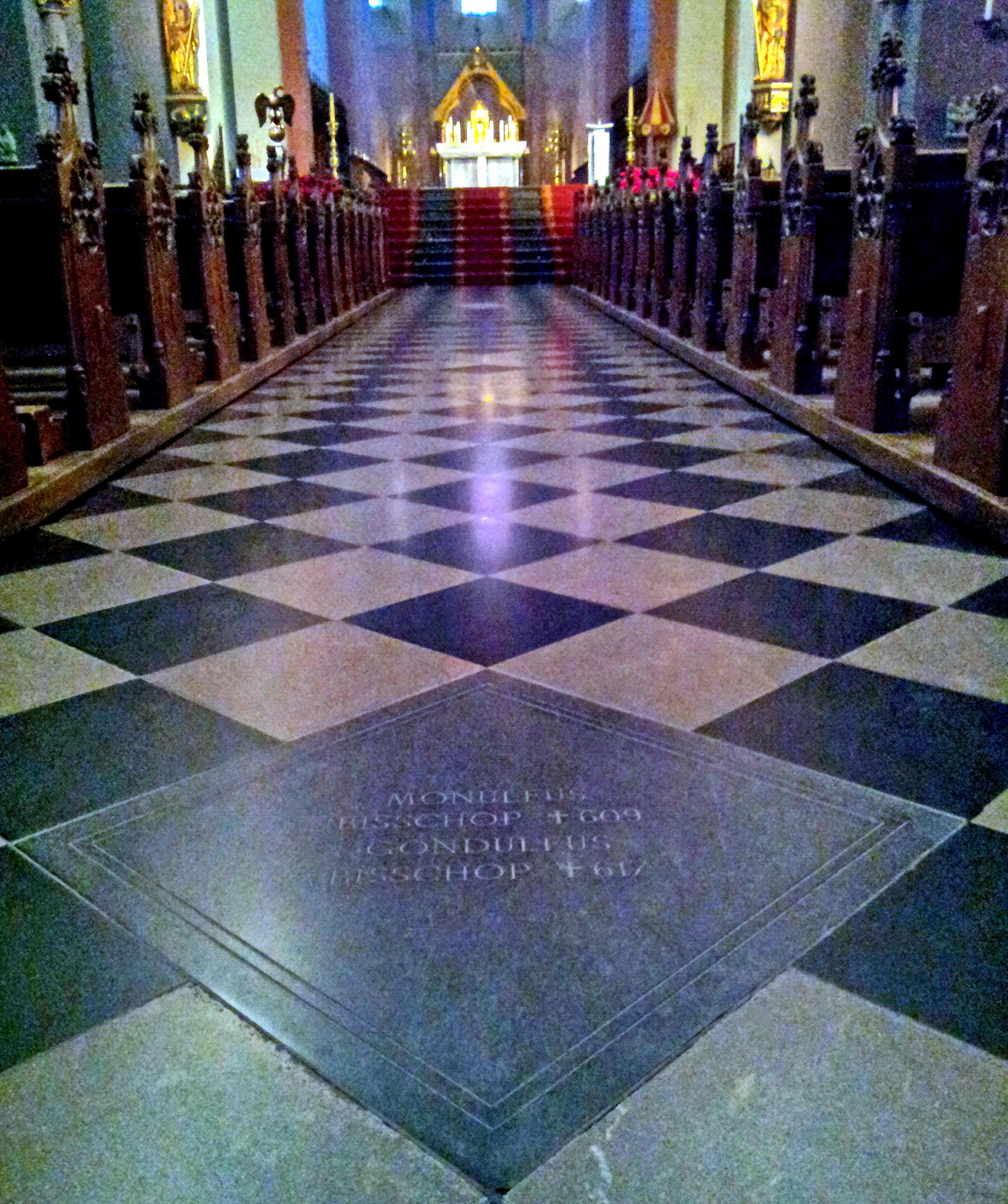
Markering van het vermeende graf van Monulfus en Gondulfus in medio ecclesiae

## Beschrijving
De cenotaaf is gehouwen uit één blok zandsteen en heeft de traditionele vorm van een middeleeuws reliekschrijn, met een licht hellend zadeldak. De kist bevat geen bodem. De versiering van de zijkanten bestaat uit geprofileerde cassetten met daarin ruitvormige openingen, vier op elk van de lange zijden, twee op de korte zijden. De twee korte gevels hebben daarnaast een geprofileerd fronton. In de twee vlakken van het zadeldak bevindt zich een 4,5 cm diepe uitsparing waar ooit zwarte, hardstenen platen hebben gezeten. Mogelijk stonden hierop teksten of reliëfafbeeldingen. Restanten van deze platen zijn in 1890 teruggevonden, maar niet bewaard gebleven. Op de rand van het 'dak' is in de late middeleeuwen aan beide zijden een opschrift in gotische minuskels aangebracht, aan de ene zijde: excitus · hac · archa · mondolphus · aquisq' dicato en op de andere zijde: gondolphus · templo · se reddit · uterq' · jerarcha. Dit opschrift is mogelijk een kopie van de verloren gegane inscriptie in de hardstenen dakplaten. De vertaling van deze tekst – en de volgorde waarin deze gelezen moet worden – heeft in de loop der eeuwen tot speculaties en het ontstaan van legenden geleid (zie hieronder).
Het neoromaanse altaar is speciaal voor de cenotaaf ontworpen, hoewel deze in de oorspronkelijke opstelling direct op de grond stond. Het bestaat uit een rechthoekig blok van gemetselde mergelstenen op een hardstenen plint en gedekt door een hardstenen, geprofileerd blad. Onder de rand van het blad loopt een fries van palmetten. Op de hoeken bevinden zich drievoudige zuiltjes van zwart marmer met romaanse kapitelen en basementen.

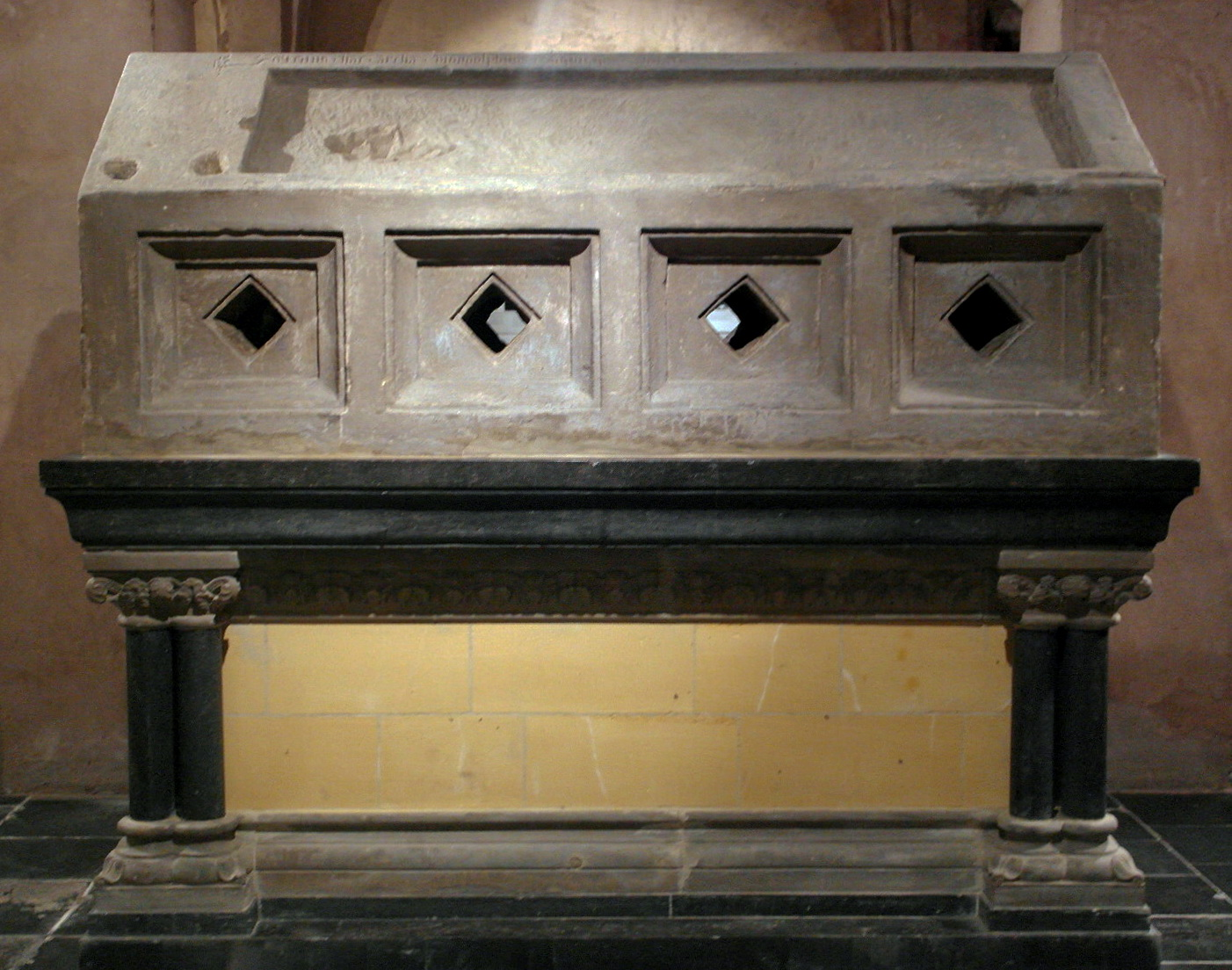
Lange zijde cenotaaf
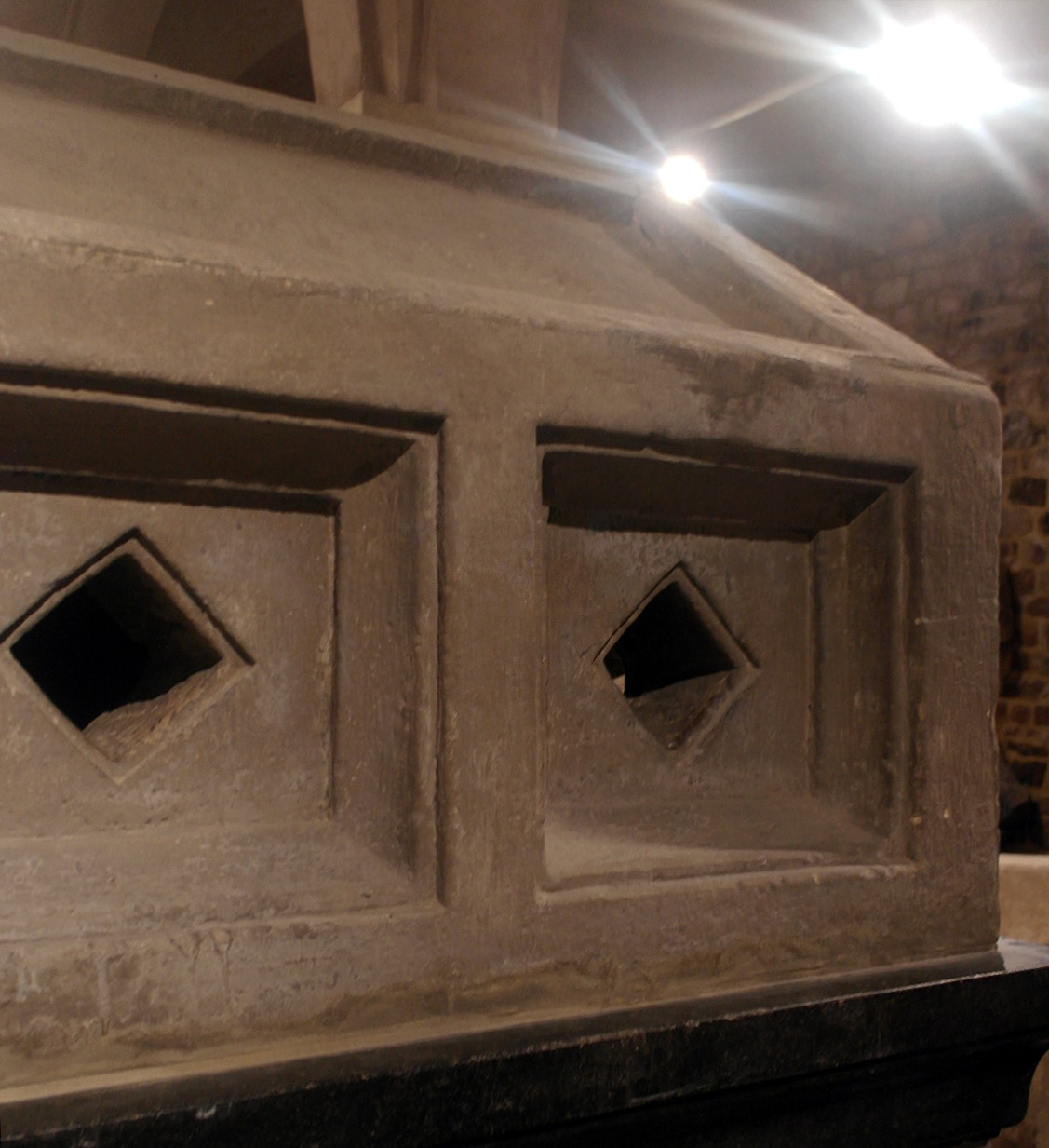
Ruitvormige openingen
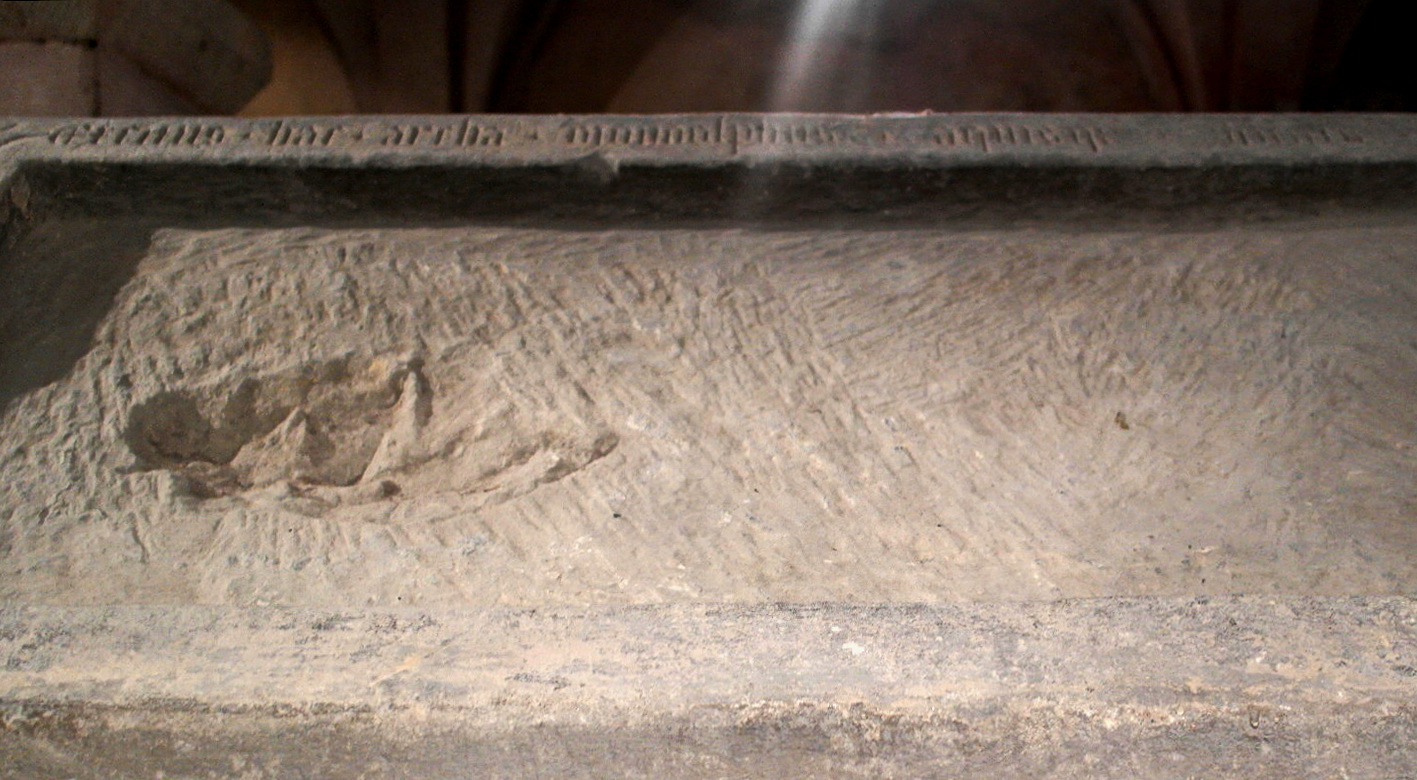
'Dak' met gotische inscriptie
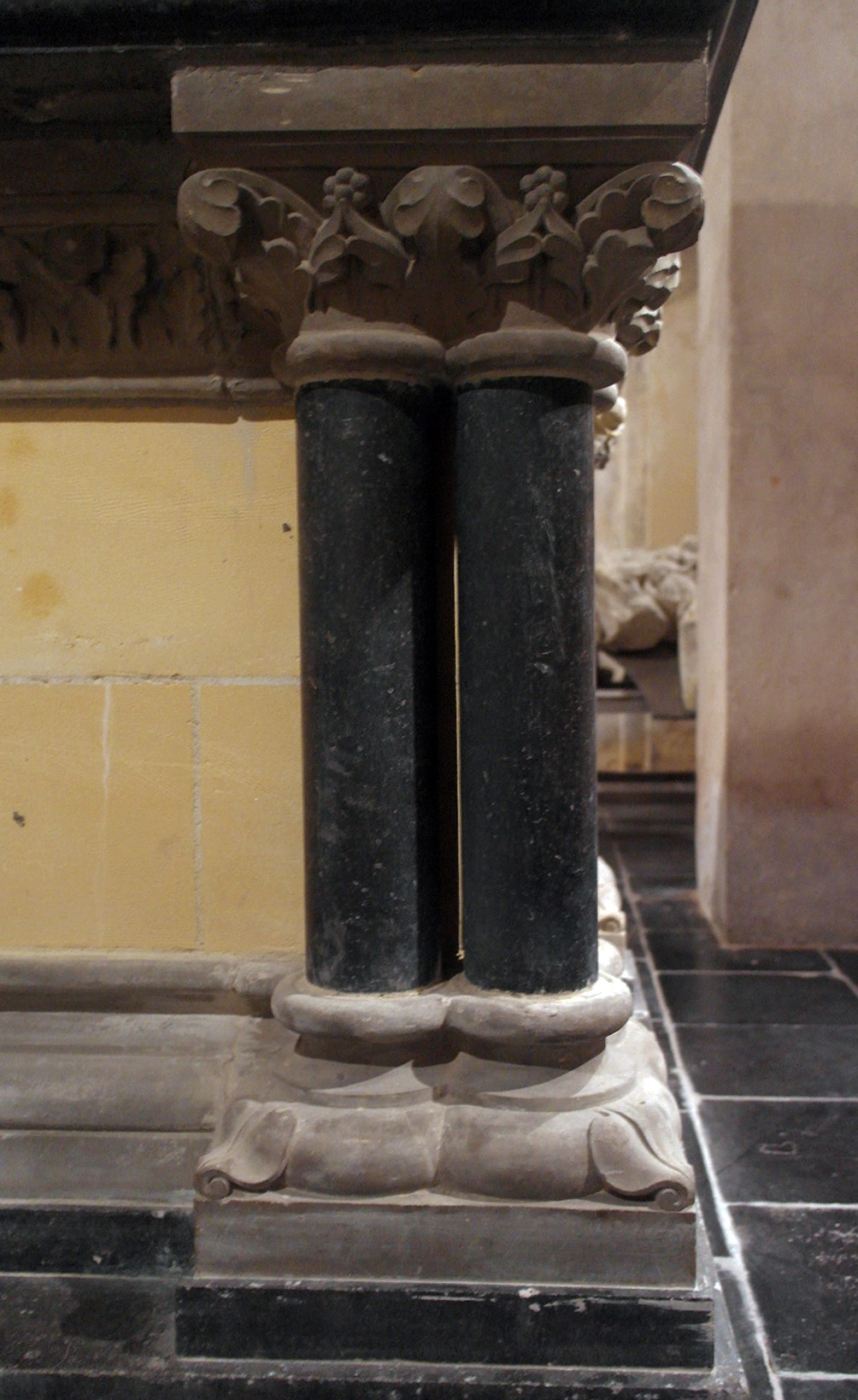
Detail neoromaans altaar

## Religieuze betekenis
De oprichting van de stenen cenotaaf op het graf van Monulfus en Gondulfus viel samen met een toenemende populariteit van deze heiligen in de elfde eeuw. Van Monulfus zijn twee vitae bekend, beide uit de elfde eeuw; van Gondulfus eveneens twee, waarvan de oudste in de elfde eeuw door Jocundus is geschreven. In de schatkamer van de Sint-Servaaskerk bevinden zich diverse relieken van deze heiligen. Het middeleeuwse kleed van Monulfus is weliswaar niet oud genoeg om van Monulfus te zijn geweest, maar genoot toch als zodanig verering. Een mogelijk onjuiste vertaling van het randschrift op de cenotaaf heeft geleid tot het ontstaan van de legende van de opstanding van Monulfus en Gondulfus uit hun graf om in 805 de inwijding van de Dom van Aken bij te wonen. De legende is onder andere afgebeeld op een schilderij van Gaspar de Crayer in het Bonnefantenmuseum in Maastricht. Op het zeventiende-eeuwse schilderij is ook de cenotaaf (met de uitsparingen in de dakpanelen) te herkennen.
Met de cenotaaf van Monulfus en Gondulfus speelde proost Humbertus in op de toegenomen belangstelling voor de kerkstichters van de Sint-Servaas. De hagioscopische openingen en de plaatsing en vormgeving van de bodemloze ark op het open graf, maakte het mogelijk dat pelgrims met hun handen in direct contact konden komen met de heiligen, althans met de aarde waarin ze volgens de overlevering waren begraven. Wellicht mocht men wat aarde meenemen, hoewel daarover geen berichten bestaan. Het aanraken of meenemen van "heilige aarde" was in de middeleeuwen heel gewoon. Pelgrims naar het Heilige Land brachten stenen of aarde mee uit de plaatsen die verband hielden met Jezus. Onder het altaar in de Heilig Grafkerk in Jeruzalem bevindt zich een lage doorgang, waar men knielend in kan om de plek op de heuvel Golgotha aan te raken waar het kruis van Jezus gestaan zou hebben. Vlak bij Maastricht, in de Sint-Gerlachuskerk in Houthem-Sint Gerlach, bestaat nog een vergelijkbare traditie. Onder de achttiende-eeuwse marmeren graftombe van Sint-Gerlachus bevindt zich een holte met zand. Bezoekers mogen wat zand opscheppen en meenemen naar huis.

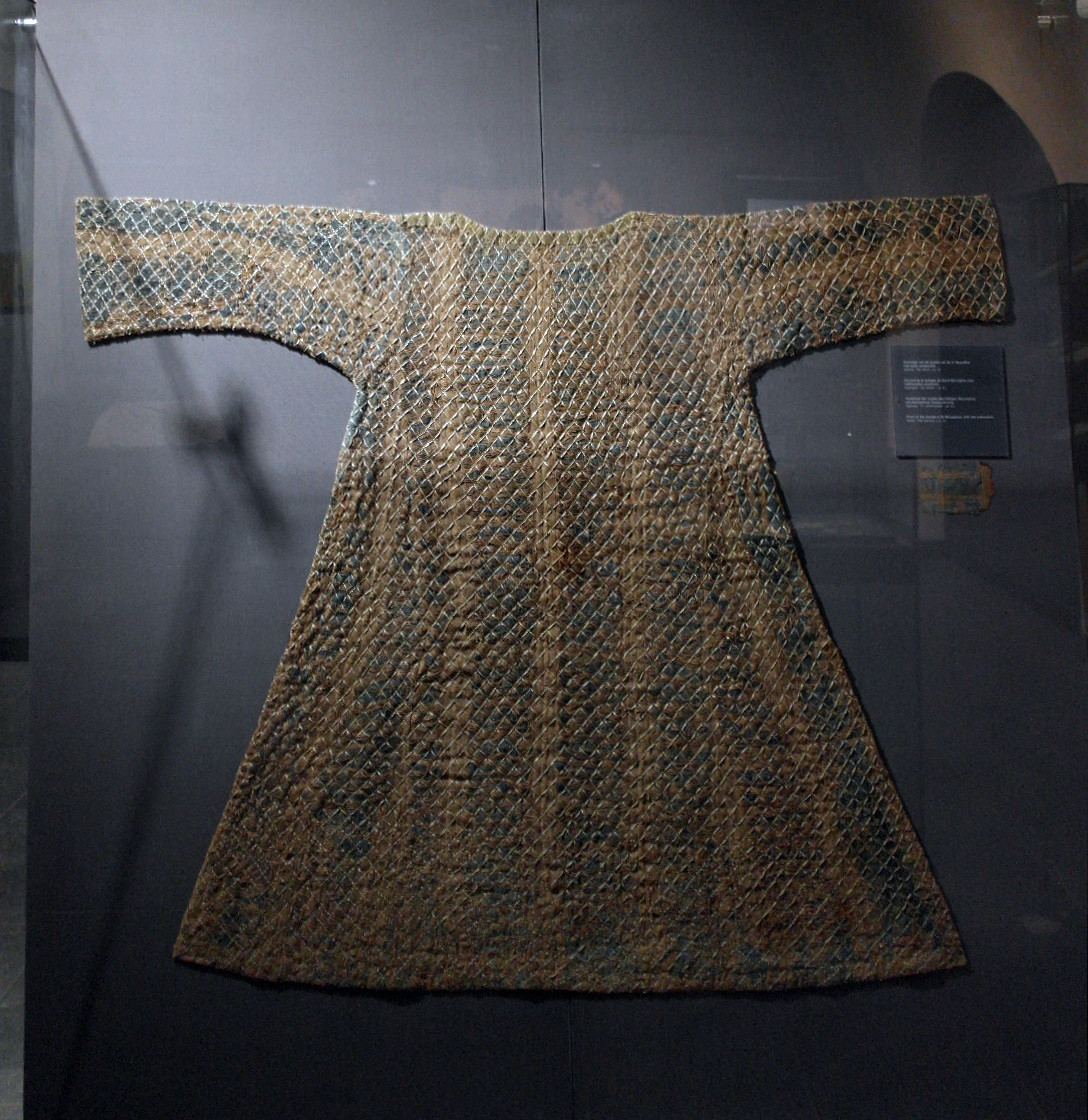
Kleed van Monulfus in de schatkamer
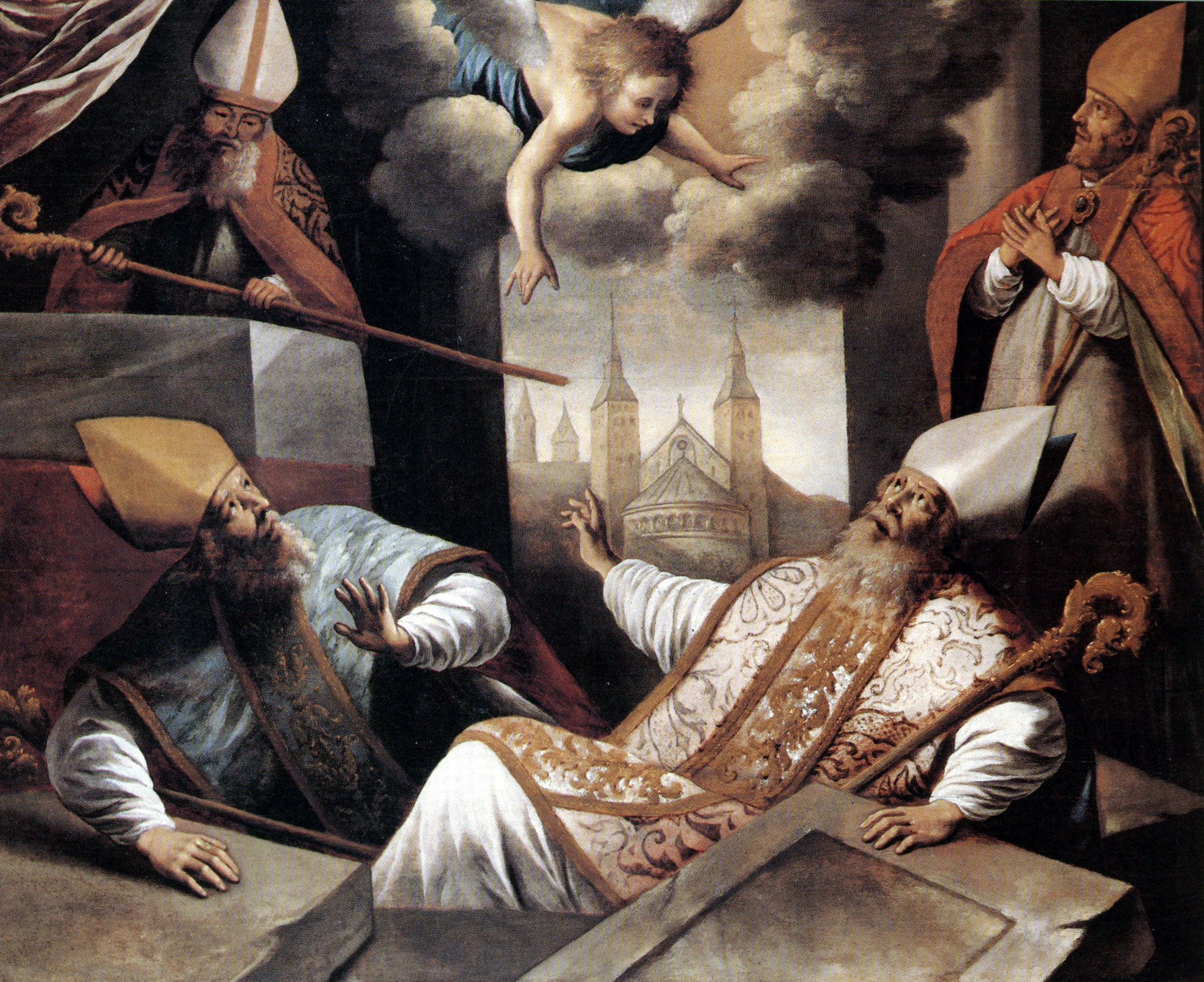
Schilderij van Gaspar de Crayer, Bonnefantenmuseum
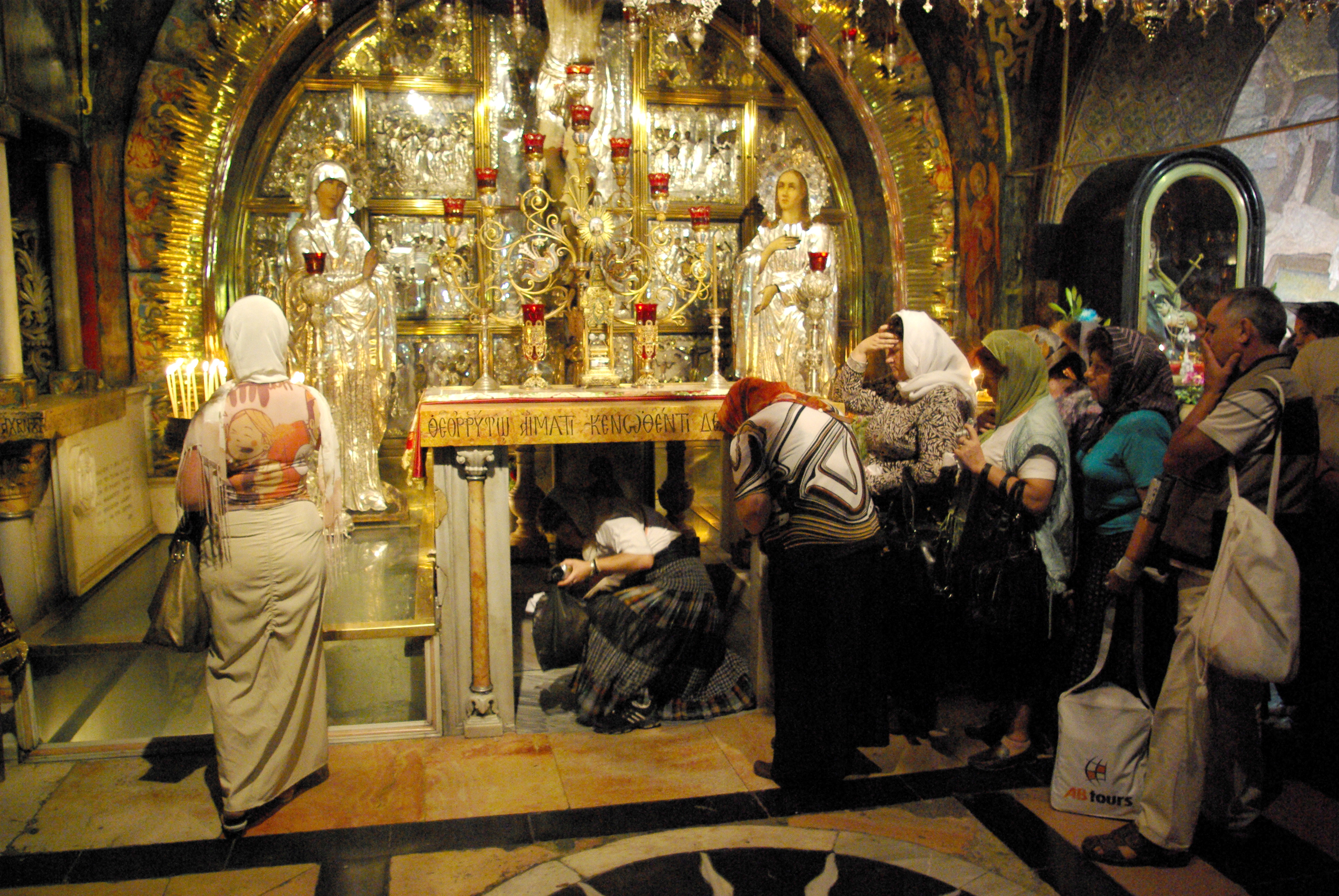
Aanraken van Golgotha, Heilig Grafkerk, Jeruzalem
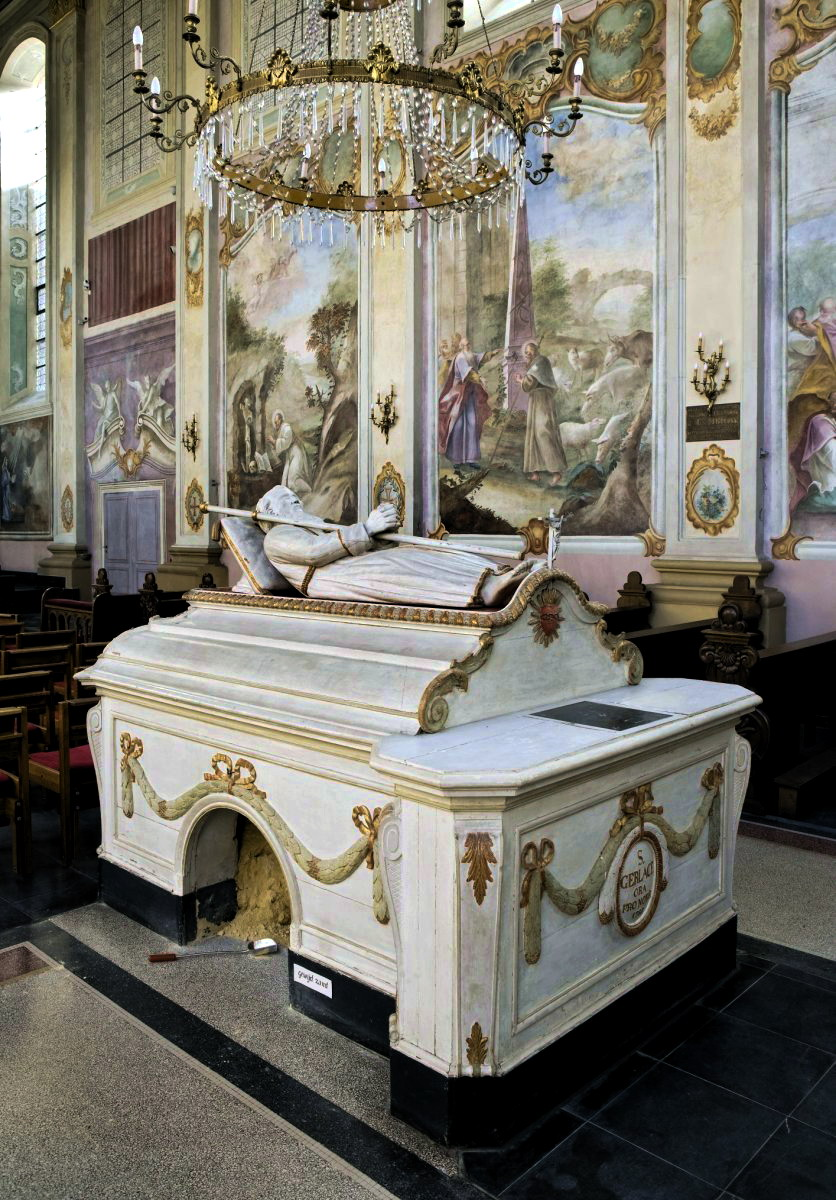
Graftombe met gewijd zand, Houthem-Sint Gerlach

## Kunsthistorische betekenis
De Nederlandse kunsthistorica Elizabeth den Hartog geldt als expert op het gebied van de Maaslandse sculptuur in het algemeen, en die te Maastricht in het bijzonder. Zij toonde in 1991 aan dat de identificatie van de cenotaaf van Monulfus en Gondulfus in de Sint-Servaaskerk met de elfde-eeuwse stenen ark van Humbertus niet alleen om historische redenen (de tekst op het grafkruis, gecombineerd met de traditionele toeschrijving), maar ook op kunsthistorische gronden acceptabel is. Den Hartog ziet elfde-eeuwse parallellen voor de ruitvormige openingen in Italië (o.a. in Como en Manfredonia) en vermoedt dat deze vorm ontleend is aan Arabische en Byzantijnse voorbeelden (o.a. in Caïro en Ravenna). In de Sint-Gereonkerk in Keulen bevinden zich enkele stenen platen met ruitvormige openingen, die afkomstig zouden zijn van een altaar of sarcofaag. Het elfde-eeuwse bronzen Krodo-altaar in het historisch museum in Goslar heeft aan alle kanten openingen, waaronder enkele ruitvormige, die in het verleden vermoedelijk met bergkristal ingelegd waren. Het altaar kon van binnenuit verlicht worden. In de Dom van Hildesheim bevond zich tot de verwoesting tijdens de Tweede Wereldoorlog een altaar met gaten, waardoor men in de ondergelegen grafkelder kon kijken. In dezelfde kerk bevindt zich de sarcofaag van Sint-Bernward, die qua vorm sterk lijkt op de Maastrichtse cenotaaf, vooral wat betreft het licht-hellende dak met rechthoekige uitdiepingen. Elfde-eeuwse parallellen voor de geprofileerde cassetteversiering van de cenotaaf, ziet Den Hartog onder andere bij de beroemde ambo van Hendrik II in de Dom van Aken.

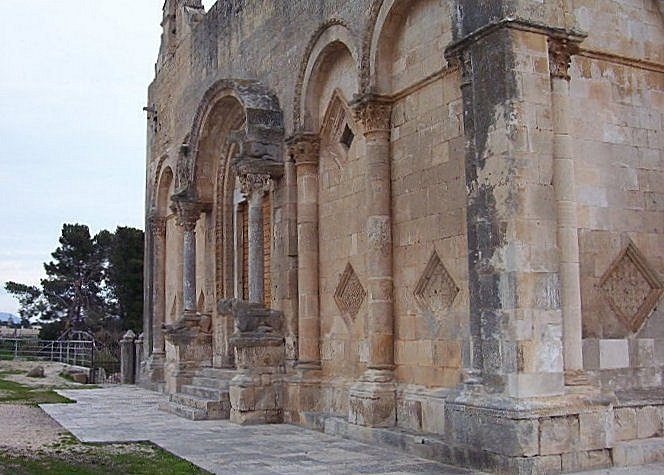
Ruitvormen op de S. Maria di Siponto, Manfredonia, Italië
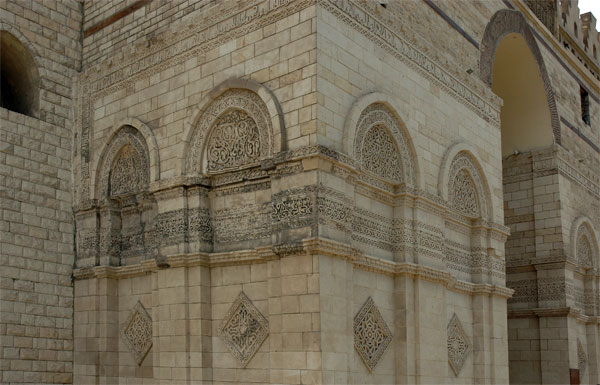
Ruitvormen op de Al Hakimmoskee, Caïro
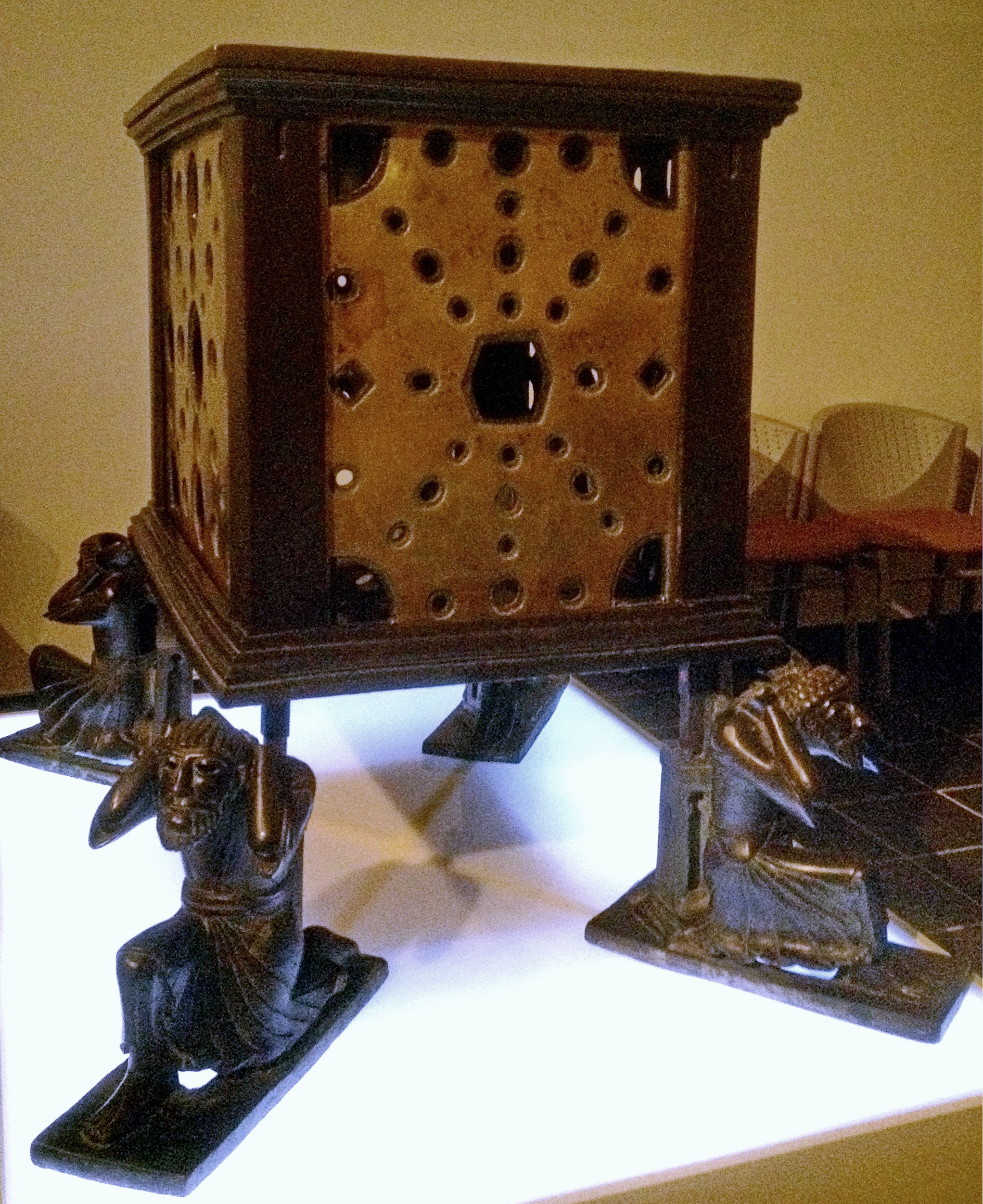
Krodo-altaar in het Goslarer Museum
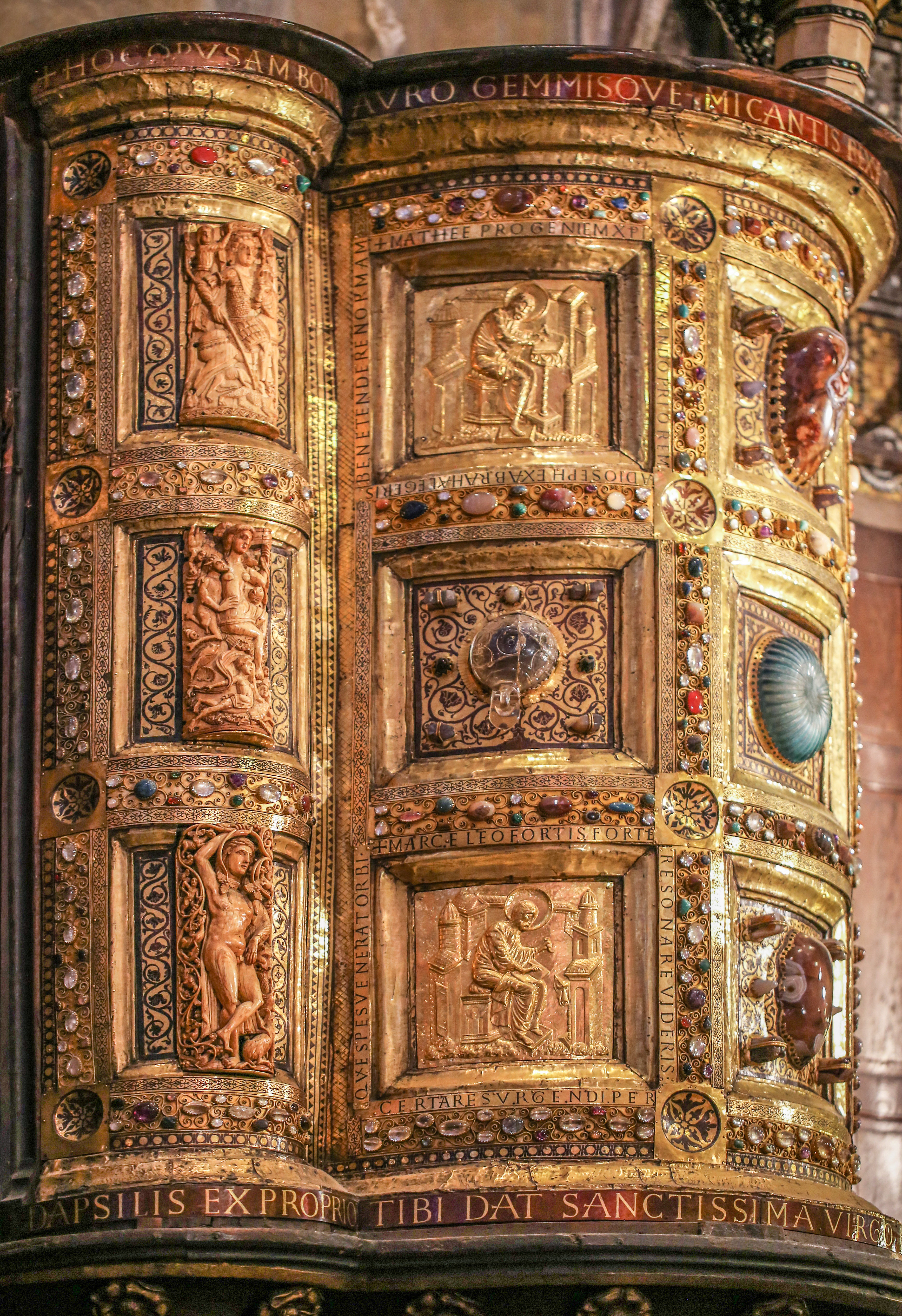
Ambo van Hendrik II, Dom van Aken